# جین ویسنر
جین ویسنر (انگلیسی: Jayne Wisener؛ زادهٔ ۱۹ مهٔ ۱۹۸۷) یک هنرپیشه و خواننده اهل ایرلند است. وی از سال ۲۰۰۶ میلادی تاکنون مشغول فعالیت بوده‌است.
از فیلم‌ها یا برنامه‌های تلویزیونی که وی در آن نقش داشته است می‌توان به آرایشگر شیطانی خیابان فلیت، آرایشگر شیطانی خیابان فلیت و جین ایر اشاره کرد.